# Odino Baldarelli
Odino Baldarelli (Fano, Marques, 24 de juliol de 1930) és un ciclista italià, ja italià, que fou professional entre 1953 i 1957. En el seu palmarès destaca la victòria en una etapa de la Volta a Catalunya de 1954.

## Palmarès
- 1953
  - 2n a la Coppa Sabatini
- 1954
  - Vencedor d'una etapa a la Volta a Catalunya
  - Vencedor d'una etapa al Giro de Sicília